# آرتق‌حاجی
آرتق‌مختوم، روستایی است از توابع بخش مرکزی شهرستان گنبد کاووس در استان گلستان ایران.در گذشته آرتق حاجی نام داشت و توسط رئیس شورای روستا آنه قلی سیدمختوم با رعایت احترام و تلفیق دو نام به آرتق مختوم تغییر یافت.

## جمعیت
این روستا در دهستان فجر قرار داشته و براساس سرشماری سال ۱۳۹۵جمعیت آن ۱۲۵۰نفر (۲۲۵خانوار) بوده است.